# ساسماوية
الساسماوية (الاسم العلمي: Dalbergieae) هي قبيلة من النباتات تتبع الفصيلة البقولية من رتبة الفوليات.

## الأجناس
تضم القبيلة الساسماوية الأجناس التالية:
- الساسم
- الأنديرة
- الأدسميا (الاسم العلمي: Adesmia)
- الأراكيس (الاسم العلمي: Arachis)
- الساسميلة (الاسم العلمي: Dalbergiella)
- الزورنيا (الاسم العلمي: Zornia)
- (الاسم العلمي: Aeschynomene)
- (الاسم العلمي: Brya)
- (الاسم العلمي: Hymenolobium)
- (الاسم العلمي: Inocarpus)
- (الاسم العلمي: Kotschya)
- (الاسم العلمي: Machaerium)
- (الاسم العلمي: Nissolia)
- (الاسم العلمي: Ormocarpum)
- (الاسم العلمي: Pictetia)
- (الاسم العلمي: Poiretia)
- (الاسم العلمي: مجنحة الثمار)
- (الاسم العلمي: Smithia)
- (الاسم العلمي: Stylosanthes)